# Marcia Manon
Marcia Manon, nata Camille Ankewich (Parigi, 28 ottobre 1896 – Victorville, 2 aprile 1973), è stata un'attrice francese naturalizzata statunitense che lavorò all'epoca del muto per ritirarsi in seguito all'avvento del sonoro.
Nata a Parigi ed emigrata negli Stati Uniti, lavorò a Hollywood tra la fine degli anni dieci e la fine degli anni venti a fianco di molte star in ruoli da comprimaria. Recitò, tra gli altri, con Mary Pickford, John Barrymore, Ethel Clayton, William S. Hart, Wallace Reid, usando talvolta il suo vero nome, Camille Ankewich. Era sposata con il produttore J.L. Frothingham.

## Filmografia
- The Prison Without Walls, regia di E. Mason Hopper (1917)
- The Hostage, regia di Robert Thornby (1917)
- Stella Maris, regia di Marshall Neilan (1918)
- One More American, regia di William C. de Mille (1918)
- Amore d'artista (Amarilly of Clothes-Line Alley), regia di Marshall Neilan (1918)
- Old Wives for New, regia di Cecil B. DeMille (1918)
- L'artiglio (The Claw), regia di Robert G. Vignola (1918)
- Missing, regia di James Young (1918)
- The Savage Woman, regia di Edmund Mortimer e, non accreditato, Robert G. Vignola (1918)
- The Girl Who Came Back, regia di Robert G. Vignola (1918)
- Il fuggiasco (The Border Wireless), regia di William S. Hart (1918)
- Maggie Pepper, regia di Chester Withey (1919)
- The Test of Honor, regia di John S. Robertson (1919)
- Captain Kidd, Jr., regia di William Desmond Taylor (1919)
- A Daughter of the Wolf, regia di Irvin Willat (1919)
- The Woman Michael Married, regia di Henry Kolker (1919)
- The Lottery Man, regia di James Cruze (1919)
- In Old Kentucky, regia di Marshall Neilan (1919)
- Life's Twist, regia di William Christy Cabanne (1920)
- The Forbidden Thing, regia di Allan Dwan (1920)
- All's Fair in Love, regia di E. Mason Hopper (1921)
- Ladies Must Live, regia di George Loane Tucker (1921)
- The Masquerader, regia di James Young (1922)
- Skin Deep, regia di Lambert Hillyer (1922)
- The Woman He Loved, regia di Edward Sloman (1922)
- Justice of the Far North, regia di Norman Dawn (1925)
- The Greater Glory, regia di Curt Rehfeld (1926)
- Heaven on Earth, regia di Phil Rosen (1927)
- Gli ultimi pionieri (The Vanishing Pioneer), regia di John Waters (1928)
- They Had to See Paris, regia di Frank Borzage (1929)
- Love, Live and Laugh, regia di William K. Howard (1929)